# Georg August Schweinfurth
Georg August Schweinfurth (Riga, 29 de diciembre de 1836 - Berlín, 19 de septiembre de 1925), fue un botánico y etnólogo alemán del Báltico, explorador del África Oriental y el África Central, recordado por el descubrimiento del río Uele en 1870.

## Biografía

### Primeros años
Nació en Letonia, entonces parte del Imperio ruso. Fue educado (1856-1862) en las universidades de Heidelberg, Múnich y Berlín, donde se dedicó particularmente a la botánica y la paleontología. Fue encargado de clasificar las colecciones reunidas en Sudán por Adalbert von Barnim y Robert Hartmann, lo que hizo que se interesase por esa región africana.
En 1863 Schweinfurth emprendió un viaje de exploración científica a lo largo de las costas del mar Rojo, atravesó repetidamente la región entre ese mar y el Nilo, pasó a Jartum y regresó a Europa en 1866.
Ese mismo año, el botánico Alexander Braun publicó Schweinfurthia, un género de plantas con flores de África y Asia perteneciente a la familia Plantaginaceae, que nombró en honor a Schweinfurth.

### Misión al África Oriental
Sus estudios suscitaron el interés de la Fundación Alexander von Humboldt, con sede en Berlín, que le encomendó en 1868 una importante misión científica al interior de África Oriental. 
Partiendo de Jartum en enero de 1869, Schweinfurth remontó el Nilo Blanco hasta la confluencia con el Bar-el-Gazal y luego, con un grupo de comerciantes de marfil, atravesó las regiones habitadas por los diur (dyoor), dinka, bongo y niam-niam.  Cruzando la divisoria Congo-Nilo entró en el país de los mangbetu (monbuttu) y descubrió el río Uele (19 de marzo de 1870), que por discurrir su curso hacia el oeste sabía que era independiente del Nilo. 
Schweinfurth llegó a la conclusión de que el Uele pertenecía al sistema del lago Chad, pasando varios años antes de que se demostrara su pertenencia a la cuenca del Congo.

### Exploración del África Central
El descubrimiento de Uele fue el mayor logro geográfico de Schweinfurth, aunque hizo mucho para dilucidar la hidrografía del sistema del Bar-el-Gazal. De mayor importancia fueron las adiciones considerables que hizo al conocimiento de los habitantes y de la flora y fauna del África Central. 
Describió en detalle las prácticas caníbales de los mangbetu, y su descubrimiento del pueblo pigmeo Aka cerró de manera concluyente la cuestión de la existencia de razas enanas en el África tropical. Desafortunadamente, un incendio en diciembre de 1870 en su campamento destruyó casi todo lo que había recolectado. 
Regresó a Jartum en julio de 1871 y publicó un relato de la expedición, bajo el título de Im Herzen von Afrika [En el corazón de África] (Leipzig, 1874; edición en inglés, The Heart of Africa or Three Years' Travels and Adventures in the Unexplored Regions of the Centre of Africa. From 1868 to 1871, 1873, nueva ed. 1878). En 1871 había descubierto algunos figurines esculpidos, que llevó de regreso a Alemania, siendo el inicio de las llamadas «Artes Negras» en Europa.

### Estancia en Egipto
En 1873 y 1874 acompañó a Friedrich Gerhard Rohlfs en su expedición a través del desierto líbico. Instalado en El Cairo en 1875, fundó una sociedad geográfica, bajo los auspicios del entonces jedive de Egipto Ismail Pachá, y se dedicó casi exclusivamente a los estudios africanos, históricos y etnográficos. En 1876 viajó al desierto de Arabia con Paul Güssfeldt, y continuó sus exploraciones allí a intervalos hasta 1888. Durante el mismo período realizó investigaciones geológicas y botánicas en el Fayum, en el valle del Nilo.
Los relatos de todos sus viajes e investigaciones han aparecido en forma de libro o folleto o en publicaciones periódicas, como Petermanns Mitteilungen o Zeitschrift für Erdkunde. Entre sus obras se pueden mencionar Artes Africanae: Illustrations and Descriptions of Productions of the Industrial Arts of Central African Tribes [Artes africanas: ilustraciones y descripciones de producciones de las artes industriales de las tribus centroafricanas] (1875).
En 1889 retornó a Alemania, residiendo en Berlín, aunque siguió visitando Eritrea, a la sazón colonia italiana, en 1891, 1892 y 1894.

## Algunas publicaciones
- Beitrag zur Flora Aethiopiens Georg Reimer, Berlín 1867 online en Bayerische Staatsbibliothek digital
- Reliquiae Kotschyanae Georg Reimer, Berlín 1868 online en Bayerische Staatsbibliothek digital
- Linguistische Ergebnisse einer Reise nach Centralafrika Wiegandt & Hempel, Berlín 1873
- Im Herzen von Afrika F.A. Brockhaus, Leipzig 1874 Parte 1 en archive.org Teil 2 online en archive.org
- Artes Africanae illustrations and descriptions of productions of the industrial arts of Central African tribes Brockhaus [u.a.], Leipzig 1875
- Discours prononcé au Caire à la séance d'inauguration le 2 juin 1875 Soc. Khédiviale de Géographie, Alexandria 1875
- Abyssinische Pflanzennamen in: Abhandlungen der königlichen Akademie der Wissenschaften zu Berlín, pp. 1–84, 1893
- Vegetationstypen aus der Kolonie Eritrea Vegetationsbilder 2.Reihe, Heft 8 (1905) online bei archive.org
- Arabische Pflanzennamen aus Aegypten, Algerien und Jemen Dietrich Reimer (Ernst Vohsen), Berlín 1912 online en Biodiversity Heritage Library
- Auf unbetretenen Wegen in Aegypten Hoffmann und Campe, Hamburgo 1922
- Afrikanisches Skizzenbuch Deutsche Buch-Gemeinschaft, Berlín 1925

## Honores

### Epónimos
- Varias especies botánicas han sido nombradas en su honor, como Psiadia schweinfurthii  (A.Braun 1866) del género Schweinfurthiade la familia Scrophulariaceae,[4] Canarium schweinfurthii, Thunbergia schweinfurthii...
- El chimpancé de África oriental, o chimpancé de pelo largo, Pan troglodytes schweinfurthii, una subespecie del chimpancé común, también fue nombrado en su honor. Schweinfurth fue uno de los primeros en describir las diferencias regionales entre los chimpancés africanos del oeste y el este.

- La abreviatura «Schweinf.» se emplea para indicar a Georg August Schweinfurth como autoridad en la descripción y clasificación científica de los vegetales.[5]